# Cesta k dokonalosti
Cesta k dokonalosti (v originále La Voie royale) je francouzsko-švýcarský dramatický film z roku 2023, který režíroval Frédéric Mermoud. Snímek měl světovou premiéru na mezinárodním filmovém festivalu v Locarnu dne 3. srpna 2023.

## Děj
Sofie pochází z farmářské rodiny. Je nadaná středoškolačka, která se chce věnovat studiu agronomie. Na povzbuzení svého učitele matematiky se rozhodne opustit rodinnou farmu a pokračovat ve studiu v přípravné třídě pro grande école v Lyonu. Tam si uvědomí, že tato cesta je plná nástrah a že postup po společenském žebříčku nebude jednoduchý.

## Obsazení
| Suzanne Jouannet     | Sophie Vasseur                     |
| Maud Wyler           | Claire Fresnel                     |
| Marie Colomb         | Diane Le Goff                      |
| Lorenzo Lefebvre     | Hadrien Loiseau                    |
| Marilyne Canto       | Caroline Vasseur, matka Sophi      |
| Antoine Chappey      | Gérard Vasseur, otec Sophie        |
| Cyril Metzger        | Laurent Vasseur, bratr Sophie      |
| Vincent Winterhalter | profesor Radeck                    |
| Thomas Snégaroff     | ředitel lycea                      |
| Matthieu Rozé        | zkoušející na École polytechnique  |
| Anne Loiret          | Florence Loiseau, Hadrienova matka |
| Jacques Chambon      | Hubert Loiseau, Hadrienův otec     |

## Ocenění
- César: nominace v kategorii nejslibnější herečka (Suzanne Jouannet)